# Dorfkirche Läsikow

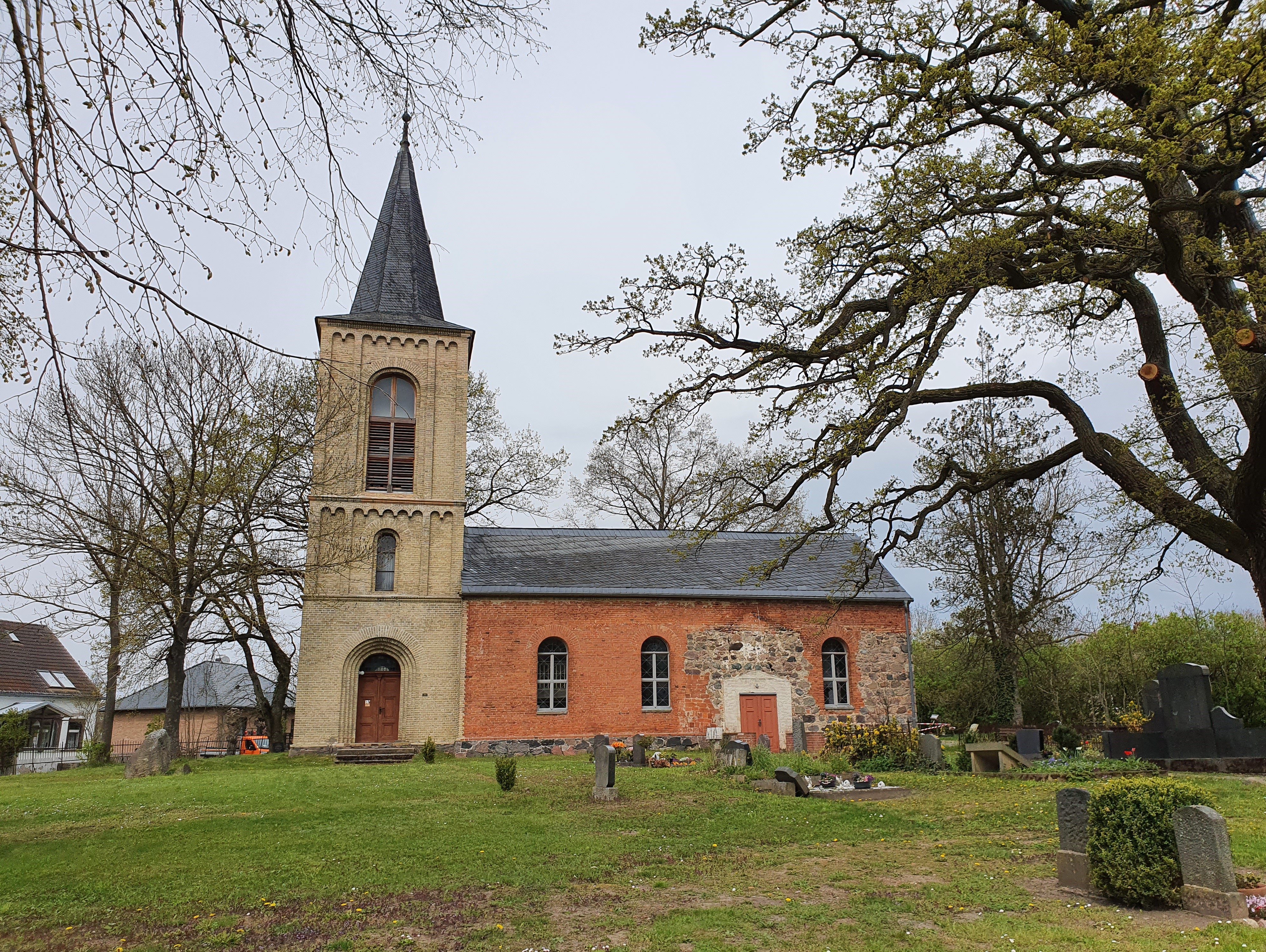
Südansicht

Die Dorfkirche Läsikow ist ein Kirchengebäude im Ortsteil Läsikow der Stadt Wusterhausen/Dosse im Landkreis Ostprignitz-Ruppin des deutschen Bundeslandes Brandenburg. Sie gehört zum Pfarrsprengel Segeletz im Kirchenkreis Prignitz der Evangelischen Kirche Berlin-Brandenburg-schlesische Oberlausitz.

## Architektur
Die Kirche ist ein neuromanischer Backsteinbau von ca. 22 m Länge und 8 m Breite, der 1867 errichtet wurde. Beim Bau wurden im Ostteil die Reste einer gotischen Feldsteinkirche mit Rechteckchor einbezogen. Dies ist an der Ostwand noch erkenntlich.
Das Gebäude hat einen quadratischen Westturm von 6 m Kantenlänge, der mit Rundbogenblenden reich gegliedert ist und einen Knickhelm trägt. Das Kirchenschiff von 16 m Länge ist ein Saalbau mit Rundbogenfenstern.
Erwähnenswert ist das dreistimmige mittelalterliche Geläut mit Glocken aus dem 13. und 14. Jahrhundert sowie von 1527.

## Orgel
Seit Juli 2024 verfügt die Kirche über eine
Orgel mit sechs Registern auf einem Manual und Pedal. Diese stand vorher im Gemeindezentrum Radeland in Berlin-Spandau, wo sie wegen eines Umbaus nicht mehr benötigt wird und verkauft wurde. In Läsikow erhielt sie ihren Platz rechts neben dem Altar.
Die Orgel wurde von der Orgelbaufirma Walcker gebaut. Die Manualregister sind geteilt und lassen sich im Bass- und Diskantbereich getrennt zuschalten.
- Disposition der Orgel:

| Manual C–f3 |    |
| Gedackt     | 8′ |
| Prinzipal   | 4′ |
| Rohrflöte   | 4′ |
| Oktave      | 2′ |
| Mixtur II   |    |

| Pedal C–d1 |     |
| Subbass    | 16′ |

- Koppel M/P